# Alex Yepes
Alex Yepes (Cieza, 12 de marzo de 1989) es un jugador de fútbol sala español que juega de pívot en la Selección de fútbol sala de España, con la que ganó la Eurocopa de fútbol sala de 2016. Actualmente se encuentra en el futbol club Barcelona , tras su salida forzada de El Pozo Murcia el 28 de julio de 2020 y después por el Giuseppe italiano. Popularmente conocido como "El diablo de Cieza" en referencia a su desparpajo para jugar y a su ciudad natal.

## Carrera
Álex comenzó su andadura en Los Angeles Celestiales F.S, equipo que pertenecía a uno de los clubes de fútbol sala de su pueblo natal Cieza y cuando apenas tenía 6 años, lo hizo desde la categoría benjamín hasta alevín de 2.º año. En infantil de 1.º año jugó en el Cieza Fútbol Sala, tras la fusión de varios clubes de la localidad, los mencionados Angeles Celestiales, el D`Coky y el Jaleo FS. Durante esta etapa se proclamó campeón de España benjamín con la selección murciana.
Continuó desde infantiles hasta juveniles (1.º año) en las bases del Cieza F.S. donde fue subcampeón de murcia de clubes, en infantiles y cadetes; subcampeón de la copa cadete y campeón del I Torneo internacional cadete de San Javier. En categoría cadete volvió a ser campeón de España con la selección autonómica murciana. Desde cadetes a juveniles ya empezaba a alternar su equipo de base con el Cieza F.S. senior que militaba en 1.ª Nacional "A" (actual 2.ª Dvisión B).
Para su segundo año de juveniles Álex marchó a Caravaca FS, donde consiguió un Ascenso a División de Plata en su primer año, y jugar en la mencionada categoría en su tercer año de juvenil.
Después firmó por el filial de ElPozo Murcia, que militaba en División de Plata (actual 2.ª División de la LNFS) donde ya se veía que era un jugador prometedor. En 2011 dio el salto al primer equipo y poco a poco, se fue convirtiendo en uno  de los mejores jugadores de su club. A pesar de jugar en el club en las temporadas más complicadas para ellos, sin apenas ganar títulos y a la sombra de Inter Movistar y FC Barcelona, es uno de los jugadores españoles más prometedores del momento. También ha ganado algunos títulos en el club murciano, como la Copa del Rey y la Supercopa de España.
En 2016 se proclamó en Belgrado campeón de Europa con la selección española de fútbol sala. En diciembre de ese mismo año, el pabellón de deportes de Cieza pasó a denominarse en su honor: Sala de Barrio "ÁLEX YEPES".
En julio de 2020, rescinde su contrato con ElPozo Murcia para comprometerse con el Real San Giuseppe de la Divisione Calcio a 5.

## Clubes
- Cieza F.S. (BASES)
- Caravaca F.S. (2006-2009)
- ElPozo Ciudad de Murcia (2009-2011)
- ElPozo Murcia (2011- 2020)
- Real San Giuseppe (2020- 2023)
- FC Barcelona (2023- actualidad)

## Palmarés
- 1 Copa del Rey de fútbol sala: 2016[4]
- 4 Supercopa de España de Fútbol Sala: 2010, 2012, 2014 y 2016[5][6]
- 1 Eurocopa de fútbol sala:  2016[7]
- Mejor deportista de la Región de Murcia en 2016[8]